# Словник історії Португалії
«Словни́к історі́ї Португалі́ї» (порт. Dicionário de História de Portugal) — португальський 6-томний енциклопедичний словник, присвячений історії Португалії. Одна з найкращих праць португальської історіографії. Виданий у 1963—1971 роках. Автор — португальський історик Жуел Серран. Вийшов у Лісабонському видавництві Iniciativas Editoriais й Портуському видавництві Livraria Figueirinhas. Місить 3,5 тисячі сторінок. Статті присвячені особам, подіям, державам і місцевостям, що пов'язані з Португалією. Матеріал упорядкований в абетковому порядку. Написаний академічною португальською, місцями — науково-популярним стилем. При написанні статей використовувалися досягнення школи анналів. У 1999—2000 роках було видане 3-томне доповнення до словника, під редакцією Антоніу Баррето і Марії Моніки, присвячені новітній історії Португалії 1926—1974 років.

## Томи
- Том I: Abadágio — Castanheira (520 с.)
- Том II: Castanhoso — Fez (574 с.)
- Том III: Fiança — Lisboa (532 с.)
- Том IV: Lisboa — Pário (544 с.)
- Том V: Paróquia — Sintra (595 с.)
- Том VI: Sisa — Zurara (725 с.; містить численні додатки і хронологічні таблиці історії Португалії)